# Örstig
Örstig – miejscowość (tätort) w Szwecji, w regionie administracyjnym (län) Södermanland, w gminie Nyköping.
Według danych Szwedzkiego Urzędu Statystycznego liczba ludności wyniosła: 245 (31 grudnia 2018) i 258 (31 grudnia 2019).